# Juridictions fédérales de l'Allemagne

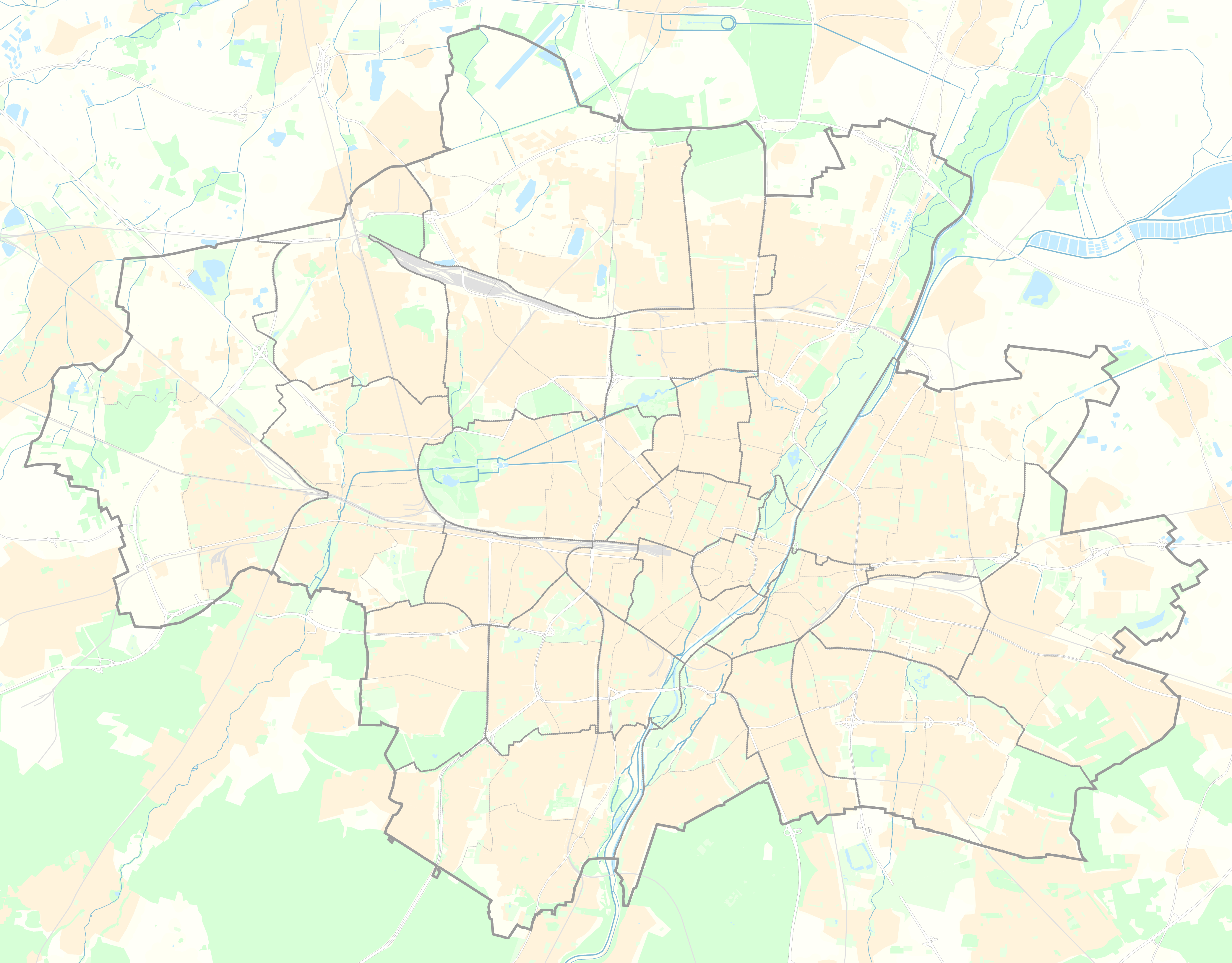
Munich, centre des tribunaux fédéraux

Les juridictions fédérales de l’Allemagne sont les organes juridictionnels allemands établis en vertu de l’article 92 de la Loi fondamentale et par lesquels la Fédération exerce une partie du pouvoir judiciaire, lequel est en grande partie exercé par les Länder en raison de leur compétence de droit commun. La Fédération ne peut établir que des juridictions expressément prévues par la Loi fondamentale.

## Liste
Les juridictions fédérales sont :
- le Tribunal constitutionnel fédéral (Bundesverfassungsgericht, art. 93 et 94 GG), chargé du contentieux constitutionnel, siégeant à Karlsruhe ;
- cinq cours suprêmes (oberste Gerichtshöfe, art. 95 GG), placées au sommet de chacun des cinq ordres de juridiction :
  - la Cour fédérale (Bundesgerichtshof), siégeant à Karlsruhe et Leipzig, pour l'ordre judiciaire ;
  - le Tribunal administratif fédéral (Bundesverwaltungsgericht), siégeant à Leipzig, pour la juridiction administrative,
  - la Cour fédérale des finances (Bundesfinanzhof) siégeant à Munich, pour la juridiction financière,
  - le Tribunal fédéral du travail (Bundesarbeitsgericht), siégeant à Erfurt, pour la juridiction du travail,
  - le Tribunal social fédéral (Bundessozialgericht), siégeant à Cassel, pour la juridiction sociale ;
- la chambre commune des cours suprêmes de la Fédération, chargée d’assurer l’unité de la jurisprudence ;
- le Tribunal fédéral des brevets (Bundespatentgericht, art. 96 al. 1 GG), siégeant à Munich ;
- deux tribunaux des troupes (Truppendienstgerichte, art. 96 al. 4 GG), chargés des procédures disciplinaires contre les militaires stationnés sur le territoire allemand, siégeant à Münster et Munich ;
- des tribunaux pénaux militaires (Wehrstrafgericht), compétente pendant un état de défense et pour les militaires en déploiement à l’étranger ou embarqués sur un navire de guerre (art. 96 al. 2 GG).

Il a également existé de 1967 à 2003 un Tribunal disciplinaire fédéral (Bundesdisziplinargericht, art. 96 al. 4 GG) chargé des procédures disciplinaires contre les fonctionnaires fédéraux ; ses compétences ont été transférées à la juridiction administrative.
Les tribunaux provinciaux supérieurs (Oberlandesgerichte), qui sont des juridictions des Länder, peuvent exercer la compétence judiciaire de la Fédération dans certaines procédures pénales (art. 96 al. 5 GG).

## Unité de la jurisprudence

### Grandes chambres
Au sein des cours suprêmes existent des grandes chambres (große Senate) chargées d’assurer l’unité de la jurisprudence en cas de désaccord entre plusieurs chambres. La Cour fédérale en a trois (la grande chambre civile, la grande chambre pénale et la grande chambre réunie), les autres cours en ont une.
Au Tribunal constitutionnel fédéral, de tels cas sont tranchés par l’assemblée plénière.

### Chambre commune des cours suprêmes de la Fédération
La chambre commune des cours suprêmes de la Fédération (Gemeinsamer Senat der Obersten Gerichtshöfe des Bundes) est un organe ad hoc chargée de trancher lorsque l’une chambre de l’une des cours suprêmes souhaite renverser une jurisprudence de l’une des chambres d’une autre cour. Créée par la loi du 19 juin 1968, elle est formée des présidents de ces cinq cours ainsi que du président et d’un juge de chacune des chambres impliquées.
La chambre commune se réunit rarement, les domaines des différents ordres de juridiction étant généralement bien délimités ; la dernière décision date de 2000. Les réunions sont organisées par le Tribunal constitutionnel fédéral à Karlsruhe.

## Ressources